# Óvalo de Linkbelt
El Óvalo de Linkbelt (en inglés: Linkbelt Oval) es uno de los estadios deportivos de la isla de Nauru, además del Estadio de Menen. Se encuentra ubicado en Aiwo y fue construido por la Corporación de Fosfato de Nauru. También se conoce como el Óvalo de Aida, debido a Aida, una de las organizaciones de atletismo en Nauru, que celebra sus competiciones y entrenamientos aquí. Debido a su áspera superficie de juego, por lo general no es adecuado para los estándares internacionales. El Linkbelt recibe partidos de fútbol australiano y partidos de fútbol.